# Partido da Justiça e Desenvolvimento (Turquia)
O Partido da Justiça e Desenvolvimento (em turco: Adalet ve Kalkınma Partisi, abreviado como AK Parti ou AKP) é um partido político turco que se autodescreve como "democrata conservador". Fontes de terceiros se referem ao partido como nacional-conservador, socialmente conservador e defensor do neo-otomanismo, além de o considerarem como sendo de direita ou até de extrema-direita. Atualmente, o AKP é um dos dois maiores partidos da Turquia, juntamente com o Partido Republicano do Povo.
Tendo Recep Tayyip Erdoğan como seu presidente desde o congresso partidário de 2017, o AKP é o maior partido da Grande Assembleia Nacional, com 285 dos 600 assentos, tendo conquistado 42,6% dos votos nas eleições parlamentares turcas de 2018. Junto com o ultranacionalista Partido da Ação Nacionalista, forma a coalizão eleitoral Aliança do Povo.
Fundado em 2001 por membros de vários partidos como o Partido da Virtude, o Partido da Pátria e o Partido do Verdadeiro Caminho, o AKP tem uma forte base de apoio entre conservadores turcos mas nega ser islamista. Inicialmente economicamente liberal e favorável a adesão da Turquia à União Europeia, atualmente o partido é economicamente nacionalista e eurocético.
O AKP é o único partido na Turquia com presença significativa em todas as províncias do país. Desde o início da democracia multipartidária da Turquia, em 1946, o AKP é o único partido a vencer seis eleições parlamentares consecutivas. O partido chefia o governo nacional desde 2002 sob Abdullah Gül (2002–2003), Recep Tayyip Erdoğan (2003–2014), Ahmet Davutoğlu (2014–2016), Binali Yıldırım (2016–2018) e Recep Tayyip Erdoğan (2018–presente). O governo do AKP tem sido marcado pelo crescente autoritarismo, expansionismo, censura e proibição de outros partidos políticos e dissidentes.
O partido foi um observador no Partido Popular Europeu entre 2005 e 2013, mas depois de não ter obtido adesão plena no mesmo, tornou-se membro da Partido dos Conservadores e Reformistas Europeus de 2013 a 2018.
O AKP domina a política turca desde 2002 e é o sexto maior partido político do mundo em número de membros.

## Ideologia
Historicamente, o Partido da Justiça e Desenvolvimento atuou como um partido de centro-direita conservador liberal e liberal conservador, favorável ao liberalismo econômico e ao europeísmo. Porém, atualmente, é adepto do conservadorismo nacional, do conservadorismo social, do euroceticismo e do erdoğanismo, além de apontado como defensor do neo-otomanismo e do nacionalismo econômico.

## Resultados eleitorais

### Eleições legislativas
| Data    | Cl. | Votos      | %            | +/-  | Deputados | +/- | Status  |
| ------- | --- | ---------- | ------------ | ---- | --------- | --- | ------- |
| 2002    | 1.º | 10 808 229 | 34,3 / 100,0 |      | 363 / 550 |     | Governo |
| 2007    | 1.º | 16 327 291 | 46,6 / 100,0 | 12,3 | 341 / 550 | 22  | Governo |
| 2011    | 1.º | 21 399 082 | 49,8 / 100,0 | 3,2  | 327 / 550 | 14  | Governo |
| 06/2015 | 1.º | 18 867 411 | 40,9 / 100,0 | 8,9  | 258 / 550 | 69  | Governo |
| 11/2015 | 1.º | 22 947 478 | 49,5 / 100,0 | 8,6  | 317 / 550 | 59  | Governo |
| 2018    | 1.º | 21 335 579 | 42,6 / 100,0 | 6,9  | 295 / 600 | 27  | Governo |
| 2023    | 1.º | 19 187 170 | 35,6 / 100,0 | 7,0  | 268 / 600 | 27  | Governo |

### Eleições presidenciais
| Data | Candidato apoiado    | 1.ª Volta | 1.ª Volta  | 1.ª Volta    | 2.ª Volta | 2.ª Volta  | 2.ª Volta    |
| Data | Candidato apoiado    | Cl.       | Votos      | %            | Cl.       | Votos      | %            |
| ---- | -------------------- | --------- | ---------- | ------------ | --------- | ---------- | ------------ |
| 2014 | Recep Tayyip Erdoğan | 1.º       | 21 000 143 | 51,8 / 100,0 |           |            |              |
| 2018 | Recep Tayyip Erdoğan | 1.º       | 26 330 823 | 52,6 / 100,0 |           |            |              |
| 2023 | Recep Tayyip Erdoğan | 1.º       | 27 133 849 | 49,5 / 100,0 | 1.º       | 27 725 131 | 52,1 / 100,0 |

### Eleições autárquicas
| Data | Cl. | Votos      | %            | +/-  |
| ---- | --- | ---------- | ------------ | ---- |
| 2004 | 1.º | 13 477 287 | 41,7 / 100,0 |      |
| 2009 | 1.º | 15 353 553 | 38,4 / 100,0 | 4,3  |
| 2014 | 1.º | 17 802 976 | 42,9 / 100,0 | 4,5  |
| 2019 | 1.º | 20 578 911 | 44,3 / 100,0 | 1,4  |
| 2024 | 2.º | 16 339 771 | 35,4 / 100,0 | 10,1 |